# Vanhoeffenura caribbea
Vanhoeffenura caribbea is een pissebed uit de familie Munnopsidae. De wetenschappelijke naam van de soort is voor het eerst geldig gepubliceerd in 1901 door James Everard Benedict.